# Emil Lohner
Emil Lohner (Thun, 15 april 1865 - Thun, 24 februari 1959), was een Zwitsers politicus.

## Biografie

### Achtergrond, opleiding en vroege carrière
Emil Lohner werd op 15 april 1865 in Thun (BE) geboren. Hij stamde uit een welvarende burgerlijke familie. Zijn vader, Emil August Lohner was een arts, zijn overgrootvader Carl Friedrich Ludwig Lohner (1786-1863) was naast lid van Regeringsraad van het kanton Bern ook Landammann van het kanton (1835). Daarnaast was overgrootvader Lohner een enthousiast muntenverzamelaar.
Emil Lohner volgde middelbaar onderwijs in Burgdorf en studeerde vanaf 1883 rechten in Bern. Na zijn promotie was hij werkzaam als advocaat. Van 1889 tot 1890 werkte hij als advocaat op het advocatenkantoor van zijn schoonvader en leidde daarna advocatenkantoren in Aarberg (1890-1891) en in Thun (1891-1909).
Emil Lohner was politiek actief voor de liberale Vrijzinnig Democratische Partij (FDP). Hij was sinds 1897 lid van de gemeenteraad van Thun en van 1899 tot 1909 was hij burgemeester van die gemeente. Van 1898 tot 1909 was hij lid van de Grote Raad van Bern. Van 1914 tot 1918 was hij voorzitter van de federale FDP.

### Voorzitter van de Regeringsraad van het kanton Bern
Emil Lohner was van 1909 tot 1928 lid van de Regeringsraad van het kanton Bern. Van 1909 tot 1918 beheerde hij het departement van Onderwijs en van 1918 tot 1928 beheerde hij departement van Politie en Justitie. Als directeur van Justitie voerde hij het jeugdrecht in. Van 1 juni 1912 tot 31 mei 1913 en van 1 juni 1923 tot 31 mei 1924 was hij voorzitter van de Regeringsraad (dat wil zeggen regeringsleider) van Bern.
In december 1919 was hij kandidaat voor het lidmaatschap van de Bondsraad (Zwitserse regering) maar werd met 20 tegen 155 stemmen door partijgenoot Karl Scheurer verslagen.
Als partijpoliticus droeg hij na de Eerste Wereldoorlog aan het herstel van de eenheid binnen de FDP na onenigheden tussen de Duitstalige partijleiders en Franstalige partijleiders.
Na de Eerste Wereldoorlog was Lohner lid van de Zwitserse Volkenbondscommissie. Van 1922 tot 1924 was hij lid van de ontwapeningscommissie van de Volkenbond en in 1925 nam hij deel aan de Geneefse Wapenhandelconferentie van de Volkenbond.
Emil Lohner was een groot voorstander van de modernisering van de Zwitserse Spoorwegen (Schweizerische Bundesbahnen) en pleitbezorger van elektrificering van de spoorwegen. In 1928 werd Lohner door de Bondsraad benoemd tot leider van het Centrale Ambt voor Internationaal Spoorwegtransport (Zentralamt für Internationale Eisenbahntransport).

### Overlijden
Emil Lohner overleed op 93-jarige leeftijd.

## Verwijzingen
1. ↑  Lohner, Carl Friedrich Ludwig. Gearchiveerd op 8 maart 2016.
2. ↑  Karl Scheurer op www.admin.ch